# Света Богородица Льокали
„Света Богородица Льокали“ (на гръцки: Παναγία Λιόκαλη) е православна църква в източномакедонския град Сяр (Серес), Егейска Македония, Гърция. Част е от Сярската и Нигритска епархия на Цариградската патриаршия. Храмът се намира в северната част на града и дава името на махалата.
Храмът е построен на мястото на средновековния ставропигиален манастир Богородица Илиокалу (Μονή Παναγίας Ηλιοκάλλου). Богородица Илиокалу е известна от 1323 година. В 1326 е споменат като метох на Филотеевия манастир, а в 1477 година като собственост на Кушнишкия манастир. Храмът е ограбен и опожарен от българската армия при оттеглянето ѝ от града по време на Междусъюзническата война през юни 1913 година. В 1951 година е възстановен без придържане към стария архитектурен вид.